# Tetracanthella coiffaiti
Tetracanthella coiffaiti är en urinsektsart som beskrevs av Louis Deharveng 1987. Tetracanthella coiffaiti ingår i släktet Tetracanthella och familjen Isotomidae. Inga underarter finns listade i Catalogue of Life.